# جيمس مارتن
جيمس مارتن (بالإنجليزية: James Martin)‏ (4 أكتوبر 1994 - ) هو لاعب كرة قدم بريطاني في مركز الهجوم. لعب مع نادي بارتيك ثيسل ونادي تورنهاوت وهاميلتون أكاديميكال.

## وصلات خارجية
- جيمس مارتن على موقع قاعدة بيانات كرة القدم.إي يو (الإنجليزية)
- جيمس مارتن على موقع Soccerway.com (الإنجليزية)